# Roseburg (Allemagne)
Pour les articles homonymes, voir Roseburg.
Roseburg est une commune allemande du Schleswig-Holstein, située dans l'arrondissement du duché de Lauenbourg (Kreis Herzogtum Lauenburg), à douze kilomètres au sud-ouest de la ville de Mölln. Roseburg est l'une des 15 communes de l'Amt Büchen dont le siège est à Büchen.

## Lieux et monuments
Dans le nord-ouest de la commune, à mi-chemin entre le village de Roseburg et Kankelau, se situe le château de Wotersen.